# 高潤生
高潤生（1858年—1937年），字菉坡，號雨人，中國晚清翰林，順天府固安縣渠溝村人。官至給事中，直言敢諫。精於考據，著有《爾雅穀名考》等。

## 生平
高潤生生于咸豐八年（1858年），是贊皇縣教諭高瑞和之長孫，戶部主事高釗之子。潤生為人至孝，幼年時喪父，寢苫枕塊，哀痛廢讀。叔父高鑑勸導潤生努力讀書，以報其父泉下之志，并延請宿儒為其授課。
在名師教誨之下，潤生學業日漸精進，光緒八年（1882年）選副貢，光绪十一年（1885年）參加乙酉科順天鄉試，中舉人，光緒十五年（1889年）中式會試，次年（1890年）補應庚寅恩科殿試，位列三甲第一百零七名，賜同進士出身。
同年五月，改翰林院庶吉士。光緒十八年五月，散館，授翰林院檢討，任國史館纂修。光緒二十七年（1901年）轉升江南道監察御史，“正色立朝，不避權貴”。光緒三十四年（1908年），德宗駕崩。大行皇帝鑾儀過後，數位親王、貝勒竟在御道騎行，潤生以“失臣子禮”參劾之。同年，轉任戶科給事中，遷刑科給事中。任內參劾鐵路大臣呂海寰及直隸總督楊士驤，不懼權貴。
民國成立，高潤生寓京著述。晚年回鄉，參撰《固安縣誌》，未竟。

## 著作
著有《文字討原》、《文字蒙求籤記》及《說文提要箋》等，皆未能付梓。唯有《爾雅穀名考》傳世。